# 圣迪迪耶苏索布纳
圣迪迪耶苏索布纳（法語：Saint-Didier-sous-Aubenas，法語發音：[sɛ̃ didje su.z‿obna]，意为“欧布纳下方的圣迪迪耶”）是法国阿尔代什省的一个市镇，属于拉让蒂耶尔区。

## 地理
圣迪迪耶苏索布纳（44°36'25"N, 4°24'55"E）面积2.76 平方千米，位于法国奥弗涅-罗讷-阿尔卑斯大区阿尔代什省，该省份为法国东南部内陆省份，北起顺时针与卢瓦尔省、伊泽尔省、德龙省、沃克吕兹省、加尔省、洛泽尔省和上盧瓦爾省接壤。
与圣迪迪耶苏索布纳接壤的市镇（或旧市镇、城区）包括：欧布纳、拉维勒迪约、吕萨斯、圣普里瓦。

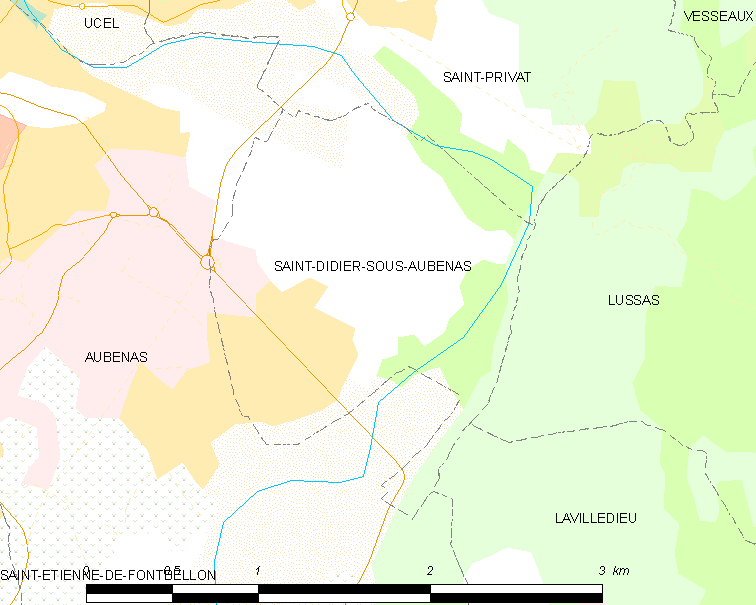
圣迪迪耶苏索布纳的OSM定位图

圣迪迪耶苏索布纳的时区为UTC+01:00、UTC+02:00（夏令时）。

## 行政
圣迪迪耶苏索布纳的邮政编码为07200，INSEE市镇编码为07229。

## 政治
圣迪迪耶苏索布纳所属的省级选区为欧布纳第二县。

## 人口

1962-2008年间圣迪迪耶苏索布纳人口变化图示

圣迪迪耶苏索布纳于2022年1月1日时的人口数量为924人。